# Bréhain-la-Ville
Bréhain-la-Ville é uma comuna francesa na região administrativa de Grande Leste, no departamento de Meurthe-et-Moselle. Estende-se por uma área de 10,08 km². Em 2010 a comuna tinha 429 habitantes (densidade: 42,6 hab./km²).